# Солотвино (Шосткинский район)

Солотвино (укр. Солотвине) — село,
Клишковский сельский совет,
Шосткинский район,
Сумская область,
Украина.
Код КОАТУУ — 5925383004. Население по переписи 2001 года составляло 110 человек.

## Географическое положение
Село Солотвино находится на расстоянии до 1 км от сёл Клишки, Великий Лес и Заболотное.
По селу протекает пересыхающий ручей с запрудой.